# Rabdophaga schreiteri
Rabdophaga schreiteri är en tvåvingeart som beskrevs av Stelter 1982. Rabdophaga schreiteri ingår i släktet Rabdophaga och familjen gallmyggor. Inga underarter finns listade i Catalogue of Life.